# Stigma atraria
Stigma atraria là một loài bướm đêm trong họ Geometridae.